# Susana Baca

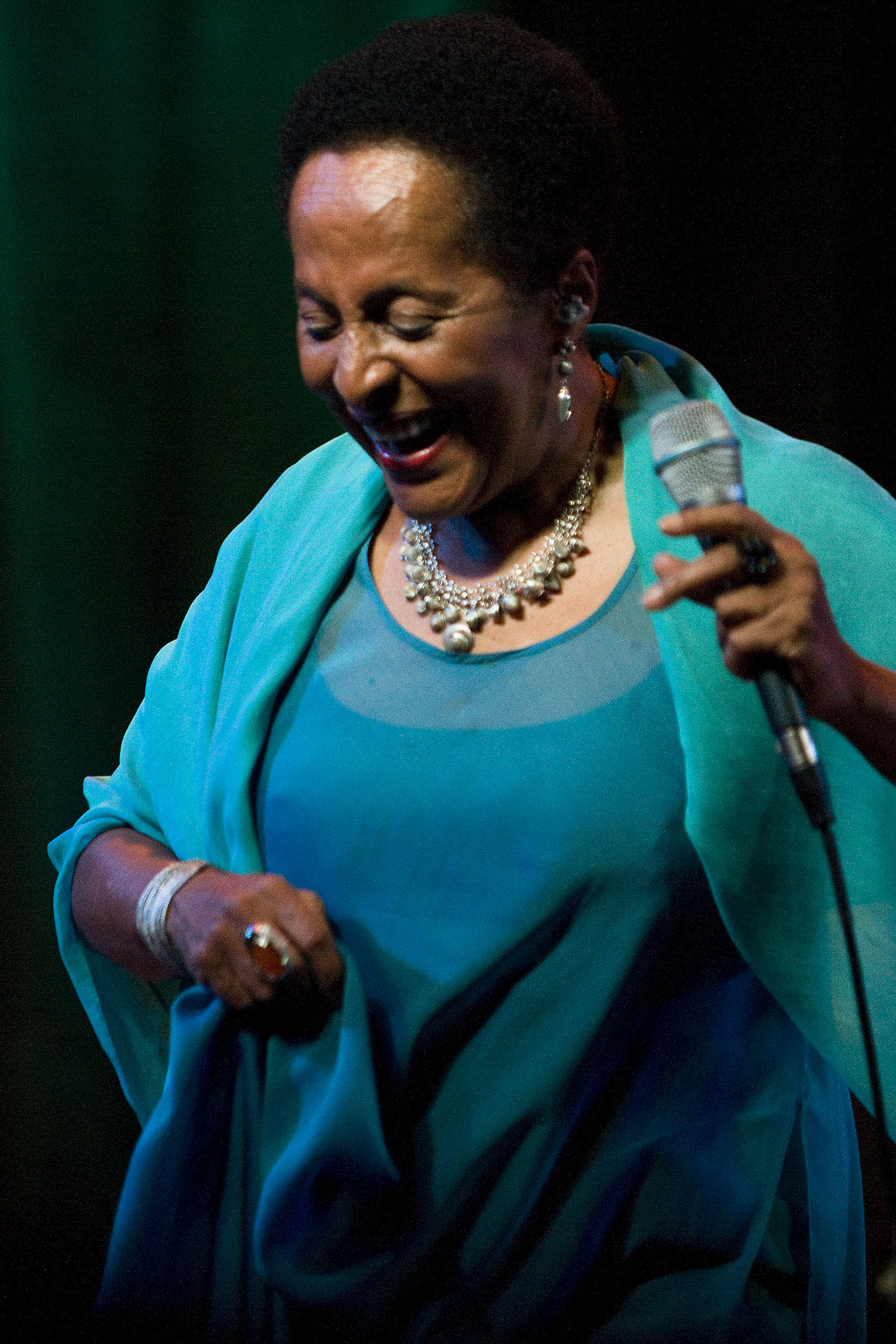
Susana Baca

Susana Esther Baca de la Colina (Chorrillos, Lima, Peru, 1944) é uma cantora e compositora peruana, duas vezes ganhadora do Latin Grammy Award. Em julho de 2011, foi nomeada ministra da cultura  do Peru, durante o governo de Ollanta Humala, tornando-se o segundo ministro afro-peruano da história do Peru, desde sua independência. Em novembro de 2011, foi eleita Presidente da Comissão de Cultura da Organização dos Estados Americanos, para o período de 2011 a 2013.